# Central Ohio Film Critics Association Award per il miglior attore non protagonista
Il Central Ohio Film Critics Association Award per il miglior attore non protagonista (Best Supporting Actor) è un premio assegnato annualmente nel corso dei Central Ohio Film Critics Association Awards.
Nelle edizioni del 2004 e del 2005 il riconoscimento al miglior interprete non protagonista maschile e alla migliore interprete non protagonista femminile sono stati riuniti in un'unica categoria, miglior performance da non protagonista (Best Lead Performance).

## Vincitori e candidati
I vincitori sono indicati in grassetto.
- 2002
  - Chris Cooper - Il ladro di orchidee (Adaptation.)
  - John C. Reilly - Chicago (Chicago)
- 2003
  - Tim Robbins - Mystic River (Mystic River)
  - Sean Astin - Il Signore degli Anelli - Il ritorno del re (The Lord of the Rings: The Return of the King)
- 2006
  - Eddie Murphy - Dreamgirls (Dreamgirls)
  - Alan Arkin - Little Miss Sunshine (Little Miss Sunshine)
- 2007
  - Javier Bardem - Non è un paese per vecchi (No Country for Old Men)
  - Ben Foster - Quel treno per Yuma (3:10 to Yuma)
- 2008
  - Heath Ledger - Il cavaliere oscuro (The Dark Knight)
  - Eddie Marsan - La felicità porta fortuna - Happy-Go-Lucky (Happy-Go-Lucky)
  - Philip Seymour Hoffman - Il dubbio (Doubt)